# SD Hohentwiel
SD Hohentwiel — пассажирский колёсный пароход, работающий на Боденском озере. Ходит под австрийским флагом, порт приписки — австрийская коммуна Хард.

## История
Пароход был построен в 1913 году на заводе Escher Wyss AG в Цюрихе. В разобраном виде пароход перевезли в немецкий Фридрихсхафен, где он был собран и спущен на воду. Первоначально судно принадлежало Королевским вюттембергским государственным железным дорогам (Königlich Württembergische Staats-Eisenbahnen). В 1920 году все земельные железные дороги были объединены в общегерманскую систему государственных железных дорог Deutschen Reichsbahn . Собственностью Deutschen Reichsbahn стал и Hohentwiel.
В 1950-х годах Hohentwiel принимал участие в гонках пассажирских судов «Голубая лента Боденского озера».
В 1962 году он был переделан в плавучий ресторан. 
В 1984 году пароход приобрело общество «Международный музей судоходства на Боденском озере» (Internationales Bodenseeschifffahrtsmuseum e.V.) Оно занялось реставрацией судна, которое находилось в довольно плачевном состоянии. Реставрация проводилась на средства самого общества и пожертвования.
С 17 мая 1990 года восстановленный пароход вновь стал использоваться по прямому назначению. До этого времени судно было немецким, но после реставрации его новым портом приписки стал австрийский город, и ходить пароход стал под австрийским флагом.
Сейчас пароход используется для проведения круизов по озеру.